# Joseph Anthony Fiorenza
Joseph Anthony Fiorenza (Beaumont, 25 de janeiro de 1931 – 19 de setembro de 2022) foi Arcebispo Sênior de Galveston-Houston.

## Carreira
Joseph Anthony Fiorenza foi ordenado sacerdote para a Diocese de Galveston em 29 de maio de 1954.
O Papa João Paulo II o nomeou Bispo de San Angelo em 4 de setembro de 1979. O Arcebispo de San Antonio, Patrick Fernández Flores, o consagrou em 25 de outubro do mesmo ano; Co-consagradores foram John Louis Morkovsky, Bispo de Galveston-Houston, e John Edward McCarthy, Bispo Auxiliar de Galveston-Houston.
Ele foi nomeado bispo de Galveston-Houston em 6 de dezembro de 1984, e foi empossado em 18 de fevereiro do ano seguinte. Com a elevação da diocese a arquidiocese em 29 de dezembro de 2004, foi nomeado arcebispo de Galveston-Houston. Em 28 de fevereiro de 2006, o Papa Bento XVI aceitou sua renúncia por aposentadoria por idade. 